# سانتا روزا (تكساس)
سانتا روزا (بالإنجليزية: Santa Rosa)‏ هي مدينة أمريكية تقع في ولاية تكساس.تبلغ مساحة هذه المدينة 1.5 (كم²)،ويبلغ عدد سكانها 2833 نسمة حسب إحصاء سنة 2010 م. تشير إحصاءات سنة 2000م بأن الكثافة السكانية في هذه المدينة تقدر بـ(1859) نسمة/كم2.

## التركيبة السكانية
حدّد مكتب تعداد الولايات المتحدة بيانات التركيبة السكانية لسانتا روزا في تعداد الولايات المتحدة. في ما يلي، التركيبة السكانية حسب تعدادي 2000 و2010.

### تعداد عام 2000
بلغ عدد سكان سانتا روزا 2,833 نسمة بحسب تعداد عام 2000، وبلغ عدد الأسر 744 أسرة وعدد العائلات 647 عائلة مقيمة في البلدة. في حين سجلت الكثافة السكانية 1,416.5 نسمة لكل كيلومتر مربع (3,668.7/ميل2). وبلغ عدد الوحدات السكنية 816 وحدة بمتوسط كثافة قدره 408 لكل كيلومتر مربع (1,056.7/ميل2).
وتوزع التركيب العرقي للبلدة بنسبة 65.58% من البيض و0.56% من الأمريكيين الأفارقة و0.95% من الأمريكيين الأصليين و0.11% من الأمريكيين ذوي الأصول الآسيوية و29.97% من الأعراق الأخرى و2.82% من عرقين مختلطين أو أكثر و95.66% من الهسبانيون أو اللاتينيون من أي عرق.
بلغ عدد الأسر 744 أسرة كانت نسبة 64% منها لديها أطفال تحت سن الثامنة عشر تعيش معهم، وبلغت نسبة الأزواج القاطنين مع بعضهم البعض 62% من أصل المجموع الكلي للأسر، ونسبة 20.6% من الأسر كان لديها معيلات من الإناث دون وجود شريك، بينما كانت نسبة 4.4% من الأسر لديها معيلون من الذكور دون وجود شريكة وكانت نسبة 13% من غير العائلات. تألفت نسبة 11.7% من أصل جميع الأسر من عدة أفراد يعيشون في نفس المنزل ونسبة 6.2% كانت تتألف من شخص يعيش بمفرده يبلغ من العمر 65 عاماً أو أكثر. وبلغ متوسط حجم الأسرة المعيشية 3.81، أما متوسط حجم العائلات فبلغ 4.17.
بلغ العمر الوسطي للسكان 25.3 عاماً. وكانت نسبة 38.5% من القاطنين تحت سن الثامنة عشر، وكانت نسبة 11% بين الثامنة عشر والرابعة والعشرين عاماً، ونسبة 26.9% كانت واقعةً في الفئة العمرية ما بين الخامسة والعشرين والرابعة والأربعين عاماً، ونسبة 15.2% كانت ما بين الخامسة والأربعين والرابعة والستين، ونسبة 8.3% كانت ضمن فئة الخامسة والستين عاماً فما فوق. يوجد لكل 100 أنثى 89.5 ذكر، ويوجد لكل 100 أنثى في الثامنة عشر من عمرها فما فوق 84.3 ذكر.
بلغ متوسط دخل الأسرة في البلدة 21,154 دولارًا، أما متوسط دخل العائلة فبلغ 23,203 دولارًا. وكان متوسط دخل الذكور 18,214 دولارًا مقابل 13,882 دولارًا للإناث. وسجل دخل الفرد الخاص بالبلدة 6,998 دولارًا. وكانت نسبة 34% من العائلات ونسبة 39.1% من السكان تحت خط الفقر، وكان من هؤلاء نسبة 50.4% تحت سن الثامنة عشر ونسبة 30.3% في الخامسة والستين من العمر وما فوق.

### تعداد عام 2010
بلغ عدد سكان سانتا روزا 2,873 نسمة بحسب تعداد عام 2010، وبلغ عدد الأسر 809 أسرة وعدد العائلات 688 عائلة مقيمة في البلدة. في حين سجلت الكثافة السكانية 1,436.5 نسمة لكل كيلومتر مربع (3,720.5/ميل2). وبلغ عدد الوحدات السكنية 875 وحدة بمتوسط كثافة قدره 437.5 لكل كيلومتر مربع (1,133.1/ميل2).
وتوزع التركيب العرقي للبلدة بنسبة 80.72% من البيض و0.24% من الأمريكيين الأفارقة و0.35% من الأمريكيين الأصليين و0.03% من الأمريكيين ذوي الأصول الآسيوية و17.06% من الأعراق الأخرى و1.60% من عرقين مختلطين أو أكثر و97.01% من الهسبانيون أو اللاتينيون من أي عرق.
بلغ عدد الأسر 809 أسرة كانت نسبة 53.3% منها لديها أطفال تحت سن الثامنة عشر تعيش معهم، وبلغت نسبة الأزواج القاطنين مع بعضهم البعض 56.7% من أصل المجموع الكلي للأسر، ونسبة 22.6% من الأسر كان لديها معيلات من الإناث دون وجود شريك، بينما كانت نسبة 5.7% من الأسر لديها معيلون من الذكور دون وجود شريكة وكانت نسبة 15% من غير العائلات. تألفت نسبة 12.7% من أصل جميع الأسر من عدة أفراد يعيشون في نفس المنزل ونسبة 5.1% كانت تتألف من شخص يعيش بمفرده يبلغ من العمر 65 عاماً أو أكثر. وبلغ متوسط حجم الأسرة المعيشية 3.55، أما متوسط حجم العائلات فبلغ 3.89.
بلغ العمر الوسطي للسكان 30.2 عاماً. وكانت نسبة 33.1% من القاطنين تحت سن الثامنة عشر، وكانت نسبة 10.4% بين الثامنة عشر والرابعة والعشرين عاماً، ونسبة 25.2% كانت واقعةً في الفئة العمرية ما بين الخامسة والعشرين والرابعة والأربعين عاماً، ونسبة 22.5% كانت ما بين الخامسة والأربعين والرابعة والستين، ونسبة 8.9% كانت ضمن فئة الخامسة والستين عاماً فما فوق. وتوزع التركيب الجنسي للسكان بنسبة 48.2% ذكور و51.8% إناث.